# Veaux Marins
Pour l’article homonyme, voir Veaux marins.
Les Veaux Marins sont un ensemble d'îlots et de rochers de France situé à Saint-Pierre-et-Miquelon, à l'ouest de Miquelon. Ils forment les terres les plus occidentales de la collectivité d'outre-mer.